# Tanki klijent
Tanki klijent je računalo čija glavna funkcija ovisi o povezanosti s udaljenim informatičkim izvorima (npr. računalo, poslužitelj, udaljena radna stanica) i koji nema ugrađenu rotacijsku memoriju. Glavna jedinica tankog klijenta treba biti namijenjena za uporabu na stalnom mjestu (npr. na stolu) i ne za prenosive namjene. S pomoću tankih klijenata moguć je prikaz informacija na vanjskom ili unutarnjem ekranu ako je ugrađen u proizvod.